# Mary McAleese
Mary Patricia McAleese (/mækəˈliːs/; née Leneghan; tiếng Ireland: Máire Pádraigín Mhic Ghiolla Íosa;, sinh ngày 27 tháng 6 năm 1951) từng là Tổng thống thứ tám của Ai len từ năm 1997 đến năm 2011. Bà là nữ tổng thống thứ hai và lần đầu tiên được bầu vào 1997 kế tục Mary Robinson, làm cho McAleese là người phụ nữ đầu tiên của thế giới kế nhiệm chức tổng thống. Bà được tái bầu cử mà không có đối thủ tranh cử vào nhiệm kỳ thứ hai năm 2004. McAleese là Chủ tịch đầu tiên của Ireland đến từ Bắc Ireland hoặc Ulster.
McAleese tốt nghiệp Luật Đại học Queen's Belfast. Năm 1975, bà được bổ nhiệm làm Giáo sư Luật hình sự, Tội phạm học và Hình phạt học tại trường Cao đẳng Trinity, Dublin và năm 1987, bà trở lại trường Alma Mater, Nữ hoàng, để trở thành Giám đốc Viện Nghiên cứu Pháp luật chuyên nghiệp. Năm 1994, bà trở thành nữ Phó hiệu trưởng đầu tiên của Đại học Hoàng gia. [Bà làm luật sư và cũng làm việc với tư cách là một nhà báo với RTÉ.
McAleese đã sử dụng thời gian của mình tại văn phòng để giải quyết các vấn đề liên quan đến công lý, bình đẳng xã hội, hòa nhập xã hội, chống chủ nghĩa bè phái và hòa giải. Bà mô tả chủ đề nhiệm kỳ của bà là "Xây dựng những nhịp cầu". Việc xây dựng cầu nối này được thể hiện trong nỗ lực của cô để tiếp cận với cộng đồng công đoàn ở Bắc Ailen. Những bước này bao gồm kỷ niệm ngày 12 tháng 7 tại Áras an Uachtaráin và cô thậm chí còn chịu những lời chỉ trích từ một số hệ thống Công giáo Ailen bằng cách tham gia vào một nhà thờ của Nhà thờ Ailen ở Dublin. Mặc dù là một người Công giáo theo đạo La Mã nhưng bà vẫn giữ quan điểm tự do về tình dục đồng giới và linh mục nữ. Bà là một thành viên của Hội đồng các Nhà lãnh đạo Thế giới Phụ nữ và được tạp chí Forbes xếp hạng là người phụ nữ quyền lực thứ 64 thế giới. Mặc dù có một số tranh cãi nhỏ, McAleese vẫn phổ biến và Tổng thống của bà được coi là thành công.

## Tiểu sử
Tên lúc sinh là Mary Patricia Leneghan (tiếng Ireland: Máire Pádraigín Ní Lionnacháin) ở Ardoyne, bắc Belfast, McAleese là con cả trong gia đình chín con. Bà theo Công giáo Rôma. Gia đình bà bị buộc rời khu vực bởi những người trung thành khi The Troubles nổ ra.
Giáo dục tại trường trung học của nữ sinh ở trường trung học St Dominic), cô cũng đã dành thời gian khi còn nhỏ với giai cấp nghèo, Queen's University Belfast (từ đó cô tốt nghiệp năm 1973), Và Trinity College, Dublin. Cô đã được gọi đến Hội luật sư Bắc Ireland vào năm 1974, và vẫn là một thành viên của Hội đồng luật sư Ireland. Cô phản đối phá thai và ly dị.
Năm 1976, bà kết hôn cùng Martin McAleese, một người kế toán và nha sĩ. Ông đã trợ giúp vợ mình với một số sáng kiến tổng thống.Họ có ba người con. Emma, sinh năm 1982, tốt nghiệp kỹ sư của Đại học Dublin và là sinh viên nha khoa tại Trinity College, Dublin. Twins sinh năm 1985: Justin, kế toán với bằng thạc sĩ từ Đại học College Dublin và SaraMai, đã tốt nghiệp thạc sĩ về hóa sinh tại Đại học Oxford.Trước khi cuộc trưng cầu Bình đẳng Hôn nhân Ireland kết hôn vào năm 2015, Justin đã nói chuyện về người lớn đồng tính.